# 마티아스 올손
마티아스 올손 (1975년 9월 1일~)은 스웨덴의 드러머, 음악 평론가, 프로듀서이다. 앵글라고드의 드러머이다.

## 개요
그는 홍콩에서 태어나 이후 스웨덴으로 돌아왔다. 8세부터 드럼을 연주하기 시작했다.
17살에 그는 프로그레시브 록 밴드 앵글라고드에 가입했다. 앵글라고드는 Ekerö와 Waxholm의 멤버들이 다수 참여했었다. 프로그레시브 록이면서도 클래식의 향취가 물씬 풍기는 연주 스타일로 밴드는 국제적 명성을 얻었다. 그들은 전자악기가 득세하는 이 시대에 굳이 고전적인 악기들을 이용해 연주하곤 했다. 90년대 중반에 두장의 앨범을 낸 뒤 2012년에 3집을 발표하며 활동중이다.
그는 앵글라고드 이후 팝밴드인 파인포레스트 크런치에 가입했다. 이 밴드는 REM부터 킹 크림슨까지 다양한 음악의 영향을 받았는데 DIY 정신이 강해서 많은 부분을 밴드 자신들이 다 해결하곤 했다. 2집 Watergarden은 라디오헤드의 프로듀서였던 짐 워렌(Jim Warren)이 맡았다. 짐은 멜로트론과 실험적 기타까지 다양한 사운드를 섞는 사운드를 만들었다.
그는 여러 밴드에서 연주했고 프로듀싱을 맡았다. 그는 Deadwood Forest, Devi, Clockwork, AK-momo, Nanook of the North, Vijaya 등이 그의 손을 거친 밴드들이다.
마티 바이(Matti Bye)와 함께 그는 영화음악도 작업했다. 그중에는 프리츠 랑 감독의 영화에 실을 음악도 포함되어 있었다.
마티아스는 스톡홀름 외곽에 로드 핸들 스튜디오(Roth Händle Studio)라는 자신의 스튜디오를 꾸리고 있다. 자신과 주변의 뮤지션들이 찾아와서 녹음을 하곤 했다.

## 앨범 목록
- Änglagård
  - Änglagård - Hybris
  - Änglagård - Epilog
  - Änglagård -  Buried Alive
  - Änglagård - Ptolemaic Terrascope 7" Gånglåt från Knapptibble
  - Änglagård - Viljans Öga

- Pineforest Crunch
  - Pineforest Crunch - Make Believe
  - Pineforest Crunch - "Cup Noodle Song" (single)
  - Pineforest Crunch - Watergarden
  - Pineforest Crunch - Shangri-la (Japanese version of Watergarden with bonus tracks)

- White Willow
  - White Willow - Terminal Twilight
  - White Willow - Ex Tenebris

- Reminder
  - Reminder - Broken Tone

- Andreas & Jag
  - Andreas & Jag - The Uri Geller Syndrome
  - Andreas & Jag - Everyone Loves You
  - Andreas & Jag - Aretha Live in Pakistan

- Necromonkey
  - Necromonkey - A glimpse of possible endings
  - Necromonkey - Necroplex

- Opium Cartel
  - The Opium Cartel - Night Blooms
  - The Opium Cartel - Ardor

- etc
  - Walrus - Walrus
  - Vera Vinter - Du gör mig Rädd
  - Pär Lindh Project - Gothic Impressions
  - Vijaya - Vijaya
  - Two Times the Trauma - I Fell in Love With an Ocean
  - The Tarantula Waltz - The Tarantula Waltz
  - Nanook of the North - The Täby Tapes
  - Ludvig Andersson - S.R.O
  - Mellodrama - OST
  - Molesome - Songs for Vowels & Mammals
  - Molesome - Dial
  - AK-momo - Return to N.Y
  - Matti Bye & Mattias Olsson - Elephant & Castle
  - Saint She - Ska jag berätta en hemlighet
  - Clockwork - Garden
  - Kit le fever - Soldier Blue
  - Krysztof Antkowiak - Antkowiak
  - Gösta Berlings saga - Detta har hänt
  - Gösta Berlings saga - Glue Works
  - Anima Morte - The Nightmare Becomes Reality
  - Rising Shadows - Finis Gloriae Mundi
  - Therion - Sitra Ahra
  - Therion - Les Fleurs du Mal
  - Ingranaggi Della Valle - In Hoc Signo